# فدریشن
فدریشن (به اسپانیایی: Federación) یک منطقهٔ مسکونی در آرژانتین است که در بخش فدراسیون واقع شده‌است. فدریشن ۱۶٬۶۵۸ نفر جمعیت دارد.